# Établissement rural de Krasnoborski (république de Carélie)
L'établissement rural de Krasnoborski (en russe : Краснобо́рское се́льское поселе́ние) est une entité municipale de Russie formée en 2006, du raïon de Poudoj dans la république de Carélie. Son siège administratif est le hameau de Krasnoborski.

## Géographie
L'établissement rural se situe dans le raïon de Poudoj, un des raïons de la république de Carélie,,,,. Le raïon et la république se trouvent dans le nord de la Russie européenne.
La municipalité de Krasnoborski a une superficie de 2 902,95 km2.
Krasnoborski est bordée au nord par Challa et Poudoj du raïon de Poudoj, à l'est par Krivtsy, au sud par l'oblast de Vologda et à l'ouest par le lac Onega. La majorité du territoire de la commune est constituée d'eau et de forêts.
Krasnoborski est arrosé par les rivières Samina, Somba et Tšornaja. Son lac principal est le Muromskoje.

## Population
Recensements (*) et estimations de la population,:
| 2010* | 2021* | 2023 | - |
| ----- | ----- | ---- | - |
| 1 096 | 779   | 749  | - |

## Localités
L'établissement rural compte 4 localités,,,.
| Nom               | Nom russe      | Statut    | Population (2013) |
| ----------------- | -------------- | --------- | ----------------- |
| Gakougssa         | Гакугса        | hameau    | 107               |
| Karchevo          | Каршево        | hameau    | 314               |
| Krasnoborski      | Красноборский  | possiolok | 410               |
| Niguijma          | Нигижма        | hameau    | 75                |
| Tchernoretchenski | Чернореченский | possiolok | 142               |